# Joseph Marie de Boufflers

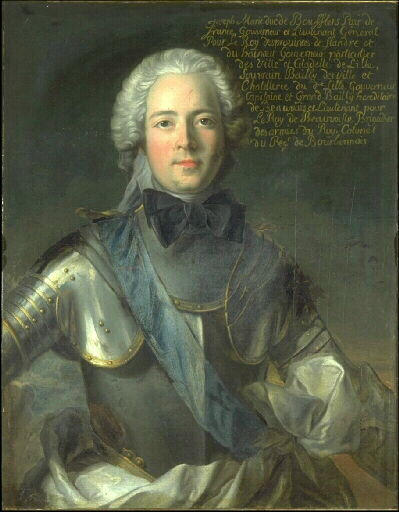
Porträt von Joseph Marie de Boufflers, 2. Duc de Boufflers

Joseph Marie de Boufflers (* 22. Mai 1706; † 2. Juli 1747 in Genua an den Pocken), Duc de Boufflers, Pair de France, war ein französischer Adliger und Militär.
Er war zudem Comte de Ponches et d’Estauges, Gouverneur von Flandern und Hennegau, Ritter im Orden vom Heiligen Geist, Lieutenant-général des Armées du Roi.

## Leben
Joseph Marie de Boufflers war der dritte, jüngste und einzige überlebende Sohn von Louis François de Boufflers, Duc de Boufflers, Marschall von Frankreich, Pair von Frankreich, Gouverneur und Lieutenant-général von Flandern und Hennegau († 1711), und Catherine Charlotte de Gramont († 1739). Er wurde anfangs Comte de Milly genannt, nach dem Tod seines älteren Bruders am 22. März 1711 Comte de Boufflers. Am 28. März gab man ihm ein Infanterieregiment, dessen Oberst sein Bruder gewesen war, sowie am 2. April das Amt des Gouverneur et Lieutenant-général de Flandre en survivance seines Vaters, der am 22. August starb. Gleichzeitig wurde er Herzog von Boufflers und Pair von Frankreich. Am 24. September erhielt er die Ämter des Gouverneur von Beauvais und Lieutenant-général du Roi des Beauvaisis, ebenfalls als Nachfolger seines Vaters. Da er erst fünf Jahre alt war, gab man ihm im Oktober die Demission als Regimentsinhaber.
Am 1. Dezember 1720 wurde er Colonel réformé à la suite des Régiment de Beaufort, dessen Inhaber er am 24. Mai 1721 wurde (das Regiment hieß seitdem Régiment de Boufflers). Am 1. Juli erhielt er das Régiment de Bourbonnais, wofür er das Regiment seines Namens aufgab.
Er kommandierte das Régiment de Bourbonnais im Feldlager von Haute-Meuse (29. August bis 28. September 1727), im Feldlager von La Moselle (31. August bis 30. September 1732). Im Polnischen Thronfolgekrieg (1733–1738) nahm er im Oktober 1733 an der Belagerung von Kehl teil, im Mai 1734 am Angriff auf die Ettlinger Linie und im Juni und Juli 1734 an der Belagerung von Philippsburg. Am 1. August 1734 wurde er zum Brigadier befördert. Am 1. Mai 1735 wurde er erneut einberufen, am 11. November 1735 wurde (für den Kriegsschauplatz am Rhein) der Waffenstillstand geschlossen.
Am 1. Januar 1740 wurde er zum Maréchal de camp befördert, woraufhin er das Kommando über das Régiment de Bourbonnais aufgab. Im Österreichischen Erbfolgekrieg wurde er am 20. Juli 1741 zur Unterstützung des bayerischen Kurfürsten abgeordnet, am 21. August brach er von Fort-Louis mit einer Division auf, die er nach Österreich führte; mit der Gesamtarmee zog er nach Böhmen und nahm an der Eroberung von Prag teil (26. November 1741). Er kämpfte bei der Belagerung von Eger unter Moritz von Sachsen und in der Schlacht von Sahay (bei Budweis) am 24. Mai 1742. Er nahm an der Verteidigung von Prag sowie am Rückzug der Franzosen im Dezember teil.
Am 1. Januar 1743 wurde er zum Ritter im Orden vom Heiligen Geist ernannt, die Aufnahme erfolgte am 2. Februar. Am 1. Mai 1743 wurde er der Rheinarmee unter Marschall Noailles zugeordnet, am 27. Juni 1743 in der Schlacht bei Dettingen verwundet.
Am 1. Mai 1744 wurde er der Flandernarmee zugeordnet, am 1. Mai zum Aide-de-camp du Roi ernannt, am 2. Mai zum Lieutenant-général, kämpfte aber noch im Rang eines Maréchal de camp bei der Belagerung von Menen, dann bei den Belagerungen von Ypern und Knokke im Juni. Die offizielle Deklaration zum Lieutenant-général erfolgte am 1. Juli. In diesem Rang nahm er an der Belagerung von Veurne teil. Anschließend begleitete er den König ins Elsass und bei dessen Aufenthalt in Metz. Er nahm an den Kämpfen von Hagenau teil und am 27. August am Rheinübergang, im Oktober an der Belagerung von Freiburg im Breisgau
Am 1. April 1745 wurde er in der Flandernarmee eingesetzt, am 1. Mai wieder als Aide-de-camp des Königs. In dieser Aufgabe nahm er an der Schlacht bei Fontenoy (11. Mai 1745) teil, diente dann bei der Belagerung von Tournai, das am 19. Juni kapitulierte, den Eroberungen von Oudenaarde, Dendermonde und Ath, das am 8. Oktober kapitulierte.
Am 1. Mai 1746 erneut in der Flandernarmee als Aide-de-camp des Königs eingesetzt, erhielt er ein separates Kommando und diente ab 1. Juni unter dem Prince de Conti bei der Belagerung von Mons, nach dessen Eroberung er zum König zurückkehrte. Später kämpfte er bei der Belagerung von Namur und der Schlacht bei Roucourt am 11. Oktober.
Am 16. April 1747 wurde er als Kommandeur der französischen Truppen in der Republik Genua der Italienarmee in deren Kampf gegen den Kaiser und den König Sardinien zugeordnet. Am 1. Mai erreichte er die Stadt, am 2. Juli starb er hier an den Pocken und wurde hier auch bestattet.

## Ehe und Familie
Joseph Marie de Boufflers heiratete am 15. September 1721 Madeleine Angélique Neufville de Villeroy (* Oktober 1707), Tochter von Louis Nicolas de Neufville, duc de Villeroy, und Marguerite Le Tellier de Louvois. Ihre Kinder waren:
- Josephine Eulalie de Boufflers (* 4. September 1727 in Paris; † 8. Juni 1742)
- Charles-Joseph Marie de Boufflers (* 16. August 1731 in Paris; † 13. September 1751[2] an den Pocken), 3. Duc de Boufflers, Pair de France, Gouverneur von Flandern und Hennegau; ⚭ (Ehevertrag 23. April und 15. Mai 1747) Marie Anne Philippine Thérèse, Princesse de Montmorency (* 10. Dezember 1730), Tochter von Prince Louis François de Montmorency, Comte de Logny, und Marie Anne Therese Rym, Baronne de Belem (Stammliste der Montmorency)

Die verwitwete Herzogin von Boufflers heiratete am 29. Juni 1750 in zweiter Ehe Charles François II. de Montmorency-Luxembourg, Duc de Piney-Luxembourg et de Montmorency († 18. Mai 1764). Sie starb am 2. Januar 1787.